# Názáreti Mária
A Názáreti Mária egy kétrészes brit–német–olasz televíziós minisorozat, amelyet 2012. április 1-jén és 2-án sugárzott a Rai 1, május 27-én Németországban, 2014. március 13-án pedig Magyarországon mutatták be. A film a négy kánonikus evangéliumon alapul, nevezetesen Lukácsén, Márkén, Mátéén és Jánosén.

## Témája
A minisorozat Szűz Mária történetére összpontosít, összefonódva Mária Magdolnáéval. Háttere a 2000 évvel ezelőtti Palesztina. Tehát két különböző nőt hasonlítanak össze, akiket egyesít a Jézus iránti szeretet: Mária, a bűn nélküli nő, akivel minden kezdődött, és Magdolna, a hét démon asszonya, akik először látják Jézust feltámadni. A forgatókönyv története az Angyali üdvözlettel kezdődik. Tekintettel arra, hogy a főszereplő életének és gondolatainak rekonstruálására kevés kanonikus forrás állt a rendező, Giacomo Campiotti és a forgatókönyvíró, Francesco Arlanch számára, így széles körű narratív szabadságot élveztek, miközben hűek maradtak ahhoz a képhez, amelyet az egyház, vagy akár a köztudat Jézus anyjának tulajdonított. Valójában Mária kedves, érzékeny, nagylelkű nő, ám nincs elhatározás vagy erő nélkül. A szerzők képzeletében Máriát egyesíti erős barátsága Magdolnával is, akire mindenki úgy emlékszik, hogy Jézus közbenjárásának köszönhetően menekült meg házasságtörés miatt kiszabott megkövezése elől, és aki ezen epizód után az egyik leghűségesebb követője lett. A két lány életútja, mint várható volt, hamarosan kettéválik: az egyiknek szembe kell néznie az anyasággal és a házassággal, mivel József sokat vonakodik, a másik elfogadja az udvari élet csábítását, hogy a becstelen Heródiás követője legyen. Mária családi ügyei, az anya és a feleség szorongása összefonódik Izrael népének történetével és a Római Birodalom igájából való kiszabadulás kísérletével. Állandóan frusztráció a gyönyörű királynő, akinek Magdolna hamarosan hatékony passzív eszköze lesz.

## Szereplők
| Karakter          | Színész                   | Szinkronhang       |
| ----------------- | ------------------------- | ------------------ |
| Mária             | Alissa Jung               | Ruttkay Laura      |
| Mária Magdolna    | Paz Vega                  | Németh Kriszta     |
| Jézus             | Andreas Pietschmann       | Széles Tamás       |
| Heródiás          | Antonia Liskova           | Solecki Janka      |
| Joázár            | Thomas Trabacchi          | Koncz István       |
| József            | Luca Marinelli            | Varga Gábor        |
| Heródes           | Andrea Giordana           | Varga Tamás        |
| Joachim           | Roberto Citran            | Albert Gábor       |
| Antipasz          | Johannes Brandrup         | Presits Tamás      |
| Júdás             | Nikolai Kinski            | Renácz Zoltán      |
| Anna              | Antonella Attili          | Sági Tímea         |
| Antipatrosz       | Sergio Múñiz              | Dányi Krisztián    |
| Simon             | Mariano Rigillo           |                    |
| Zakariás          | Marco Messeri             | Bartók László      |
| Hircanus          | Robert Stadlober          |                    |
| Erzsébet          | Teresa Acerbis            | Farkas Zita        |
| Kajafás           | Marco Gambino             |                    |
| János             | Marco Rulli               |                    |
| Péter             | Toni Laudadio             | Maday Gábor        |
| Arimátiai József  | Raffaele Vannoli          | Honti Molnár Gábor |
| Keresztelő János  | Marco Foschi              |                    |
| Pilátus           | Remo Girone               | Kajtár Róbert      |
| Jakab             | Bahram Aloui              | Kapácsy Miklós     |
| András            | Saber Araki               | Varga Rókus        |
| Jairus            | Ikram Azouz               |                    |
| Fülöp apostol     | Nejib Belhassen           |                    |
| Szalóme           | Alice Bellagamba          | Sipos Eszter Anna  |
| Mátyás            | Yassine Ben Gamra         | Jánosi Ferenc      |
| Zsuzsanna         | Afef Chelbi               |                    |
| Vérző nő          | Viola Graziosi            |                    |
| Anya              | Nisaf Hafsia              | Téglás Judit       |
| Apa               | Mohamed Kouka             |                    |
| Angyal            | Elettra Dallimore Mallaby | Seder Gábor        |
| Eleazar           | Hichem Rostom             | Kiss László        |
| Heródes martalóca | Abdelkader Saïd           | Papucsek Vilmos    |

- Alissa Jung: Mária
- Paz Vega: Mária Magdolna
- Andreas Pietschmann: Jézus
- Antonia Liskova: Heródiás
- Thomas Trabacchi: Lázár
- Marco Rulli: János
- Luca Marinelli: József
- Andrea Giordana: Nagy Heródes
- Roberto Citran: Szent Jonatán
- Marco Foschi: Keresztelő János
- Johannes Brandrup: Heródes Antipász
- Antonella Attili: Szent Anna
- Sergio Múñiz: Antipatro
- Mariano Rigillo: Simon
- Marco Messeri: Zakariás
- Robert Stadlober: Hircanus
- Teresa Acerbis: Erzsébet
- Remo Girone: Pontius Pilatus
- Tony Laudadio: Péter apostol
- Nikolai Kinski: Iskarióti Júdás
- Alice Bellagamba: Salome

## Gyártás
A sorozatot a Lux Vide gyártotta, a német Bayerischer Rundfunk és BetaFilm - Tellux társaságokkal, valamint a spanyol Telecinco Cinemával és a Rai Fiction céggel együttműködve.

## Fordítás
- Ez a szócikk részben vagy egészben  a   Maria di Nazaret (miniserie_televisiva) című olasz Wikipédia-szócikk ezen változatának fordításán alapul.  Az eredeti cikk szerkesztőit annak laptörténete sorolja fel. Ez a jelzés csupán a megfogalmazás eredetét és a szerzői jogokat jelzi, nem szolgál a cikkben szereplő információk forrásmegjelöléseként.